# Breve cielo
Breve cielo és una pel·lícula en blanc i negre de l'Argentina dirigida per David José Kohon segons el seu propi guió que es va estrenar el 5 de juny de 1969 i que va tenir com a protagonistes a Ana María Picchio, Alberto Fernández de Rosa, Beto Gianola i Gloria Raines. Va tenir com a títol alternatiu el de Su primer encuentro.
Per la seva actuació en aquest film Ana María Picchio va ser guardonada amb el Premi Cóndor de Plata a la millor actriu el 1970 per l'Asociación de Cronistas Cinematográficos de la Argentina mentre que David José Kohon va guanyar el corresponent al millor guió. Al 6è Festival Internacional de Cinema de Moscou de 1969 Picchio va compartir el Premi d'Or a la millor actriu amb Irina Petrescu per Răutăciosul adolescent (1968) i Kohon va ser un dels candidats seleccionats per al Premi d'Or.
Va ser seleccionada com la segona millor pel·lícula del cinema argentí de tots els temps en l'enquesta realitzada pel Museo del Cine Pablo Ducrós Hicken, en l'edició de 2000 va ocupar el lloc 24. En una nova versió de l'enquesta organitzada en 2022 per les revistes especialitzades La vida útil, Taipei i La tierra quema, presentada al Festival Internacional de Cinema de Mar del Plata, la pel·lícula va assolir el lloc 41.

## Sinopsi
La trobada circumstancial i posterior desacord de Paquito, un tímid jove de classe mitjana que s'ocupa del negoci del seu oncle que s'ha anat de vacances i Delia, una noia de la seva mateixa edat que s'ha escapat de la seva casa i que pensa guanyar-se la vida com a prostituta.

## Repartiment
- Ana María Picchio …Delia
- Alberto Fernández de Rosa...Paquito
- Beto Gianola
- Gloria Raines
- Zelmar Gueñol
- David Llewellyn
- Mirta Moreno
- Cristina Banegas
- Felipe Méndez
- Remedios Climent
- Carlos Antón
- Tony Vilas

## Comentaris
La revista Visión va dir:
| « | ”No hi ha tendresa en el film i sí una certa fredor que emergeix, segurament, de la condició d'observador també del director, com si hagués fet un pas enrere per a no comprometre's humanament. Aquesta és precisament la falla essencial de la pel·lícula: no comprometre's, sorgit d'un enfocament més ideològic que humà.” | » |

La revista Gente va dir:
| « | ”Convinguem, és un tango en imatges, però Quin tango! Bàrbar!” | » |

Literaturanaia Gazeta de Moscou va opinar:
| « | ”És molt elogiable l'estil lacònic de la narració cinematogràfica… No recorre mai a situacions tràgiques agudes ni viratges efectistes. La pel·lícula emociona i sacseja a l'espectador.” | » |

Per part seva, Manrupe i Portela escriuen:
| « | ”Kohon va fer un relat intimista de la joventut marginada i les seves diferents maneres d'acostar-se al sexe. Un petit clàssic que va significar un llançament de Picchio” | » |